# Sako TRG
El Sako TRG es una línea de rifles de francotirador de cerrojo diseñada y fabricada por el fabricante finlandés de armas de fuego, SAKO de Riihimäki. El TRG-21 y TRG-22 están diseñados para disparar el cartucho .308 Winchester estándar (7.62×51mm OTAN) cartuchos de tamaño, mientras que el TRG-41 y TRG-42 están diseñados para disparar cartuchos .300 Winchester Magnum (7.62 × 67 mm) y .338 Lapua Magnum (8.6 × 70 mm) más potentes y dimensionalmente más grandes. Están disponibles con culatas verde oliva, tostado desierto / marrón coyote, tierra oscura o negra, y también están disponibles con culata plegable.
Los rifles de francotirador normalmente están equipados con frenos de boca para reducir el retroceso, el salto y el destello. Los frenos de boca TRG de fábrica de Sako ventilan lateralmente y son desmontables. Generalmente los TRG están equipados con una mira telescópica Zeiss o una mira telescópica Schmidt & Bender PM II con aumento fijo o con aumento variable. Se pueden usar miras telescópicas variables si el operador desea más flexibilidad para disparar a diferentes rangos o cuando se requiere un campo de visión amplio.
En octubre de 2011, Sako presentó el sistema de armas de francotirador Sako TRG M10. Fue diseñado como un sistema modular de calibre múltiple configurable por el usuario y no comparte su receptor y otras características técnicas con el resto de la línea TRG.

## Historia

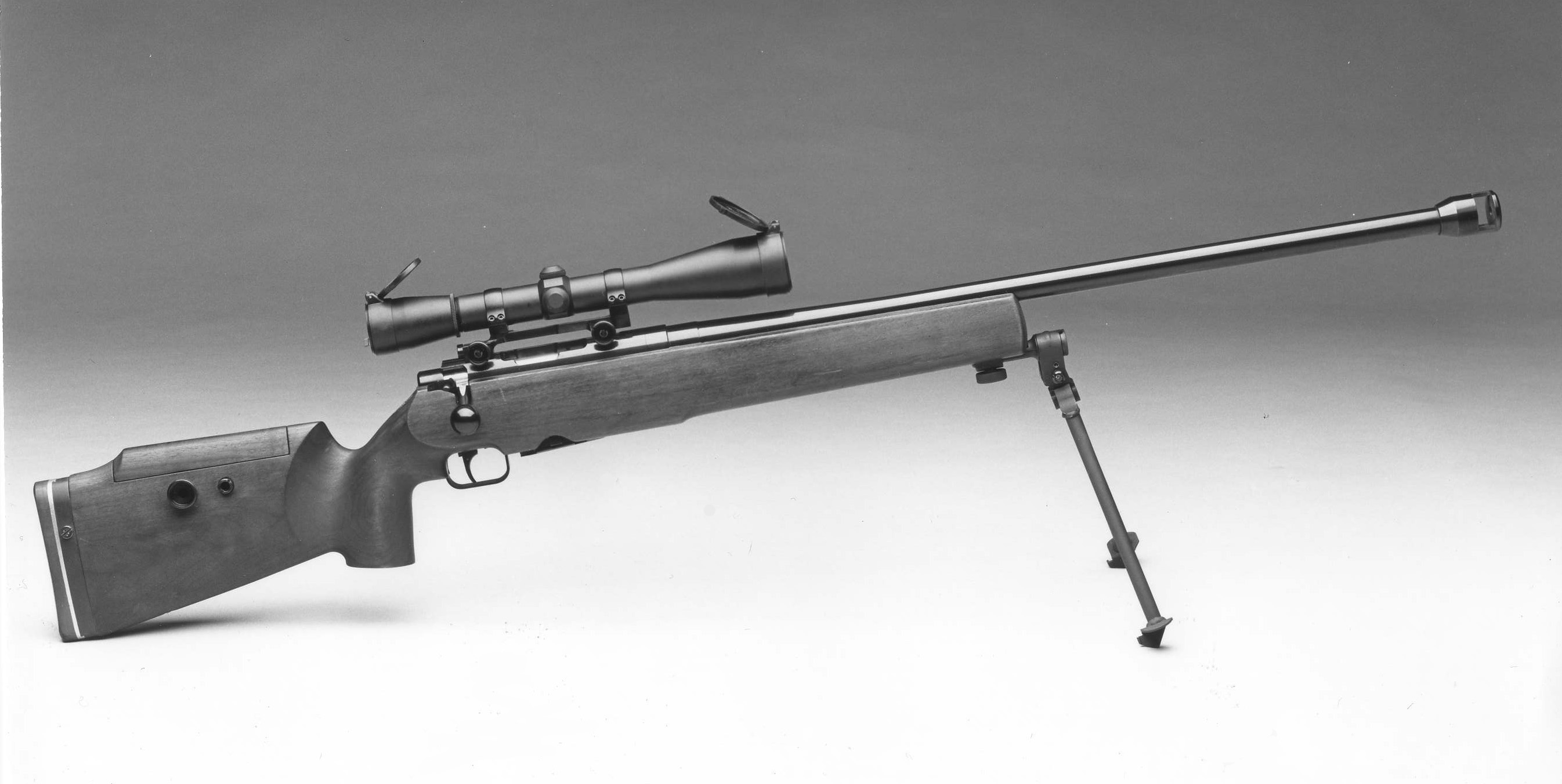
El Valmet M86 se utilizó como base para la línea de rifles de francotirador Sako TRG

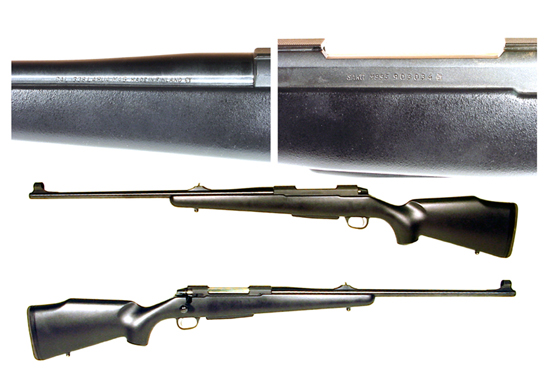
La variante orientada a la caza TRG-S M995 del TRG-41

Sako TRG-42 con cámara en .338 Lapua Magnum utilizado por un soldado italiano

Aunque el TRG-21 obtuvo sus orígenes del exitoso rifle de objetivo Sako TR-6 y el trabajo de desarrollo de 1984-1986 para el rifle Valmet M86 apenas producido por la antigua compañía estatal finlandesa de armas de fuego Valmet que se fusionó con Sako, el 4.7 kg lb 6 oz) TRG-21 fue diseñado como resultado de un estudio exhaustivo de los requisitos de los francotiradores.
En 1989, Sako Ltd. (Riihimäki, Finlandia) introdujo el rifle de precisión TRG-21 como un modelo de rifle de francotirador con cámara en .308 Winchester. Con la introducción de la acción de cerrojo TRG, Sako se alejó de las acciones de cerrojo Mauser modificadas de dos lengüetas, favorecidas durante el pasado, a una acción con un cerrojo simétrico de tres lengüetas de 19 mm (0,75 pulgadas) de diámetro, mostrando un superficie de bloqueo de 75 mm² (0,116 in2). La acción TRG-21 fue diseñada para una longitud máxima de cartucho de 75 mm (2,95 pulgadas). La evolución de este diseño continúa hasta el presente y se puede encontrar en las ofertas de rifle de caza de Sako, el Sako 75 y el Sako 85. Posteriormente, un segundo rifle de precisión / francotirador con una acción magnum ampliada de 20 mm (0,79 pulgadas) más larga surgió como el TRG-41 para aprovechar el cartucho .338 Lapua Magnum.
Una variación más orientada a la caza del TRG se introdujo en 1992 como TRG-S M995 y TRG-S M995 Magnum, que utilizan la misma acción magnum ampliada y cerrojo (mango de cerrojo diferente) que el TRG-41 con la excepción de que el receptor está abierto en la parte superior con un riel de cola de milano en forma de cuña integral tipo Sako en lugar de poseer un puerto de expulsión de cartucho en el lado derecho y un riel de cola de milano integral paralelo de 17 mm (0,67 pulg.) como se encuentra con el TRG-41. El TRG-S M995 (Magnum) se produjo hasta 2003 y se distribuyó en ocho recámaras estándar y catorce recámaras magnum, incluyendo .338 Lapua Magnum. Todos los rifles TRG-S M995 utilizaron la misma culata y receptor diseñados para una longitud máxima de cartucho de 95 mm (3,74 pulgadas). Se utilizaron cuatro cargadores de caja desmontables de diferentes tamaños y tres cuerpos de cerrojo diferentes para acomodar los cartuchos de rifle de dimensiones diferentes ofrecidos. También se produjo una variante de carabina del TRG-S que, según la literatura de Sako, presentaba un cañón de 520 mm (20,5 pulgadas) de largo. Sin embargo, las carabinas M995 importadas a los EE. UU. Tenían un cañón de 495 mm (19,5 pulgadas) y tenían una cámara de .375 H&H Magnum únicamente. Sako planeó producir un TRG-S M975 de acción corta diseñado para una longitud máxima de cartucho de 75 mm (2,95 pulgadas), que se habría basado en el TRG-21. Al final, Sako abandonó este plan y solo se produjeron un puñado de prototipos del M975.
Para hacer que el sistema TRG sea más adecuado para uso militar, Sako actualizó y mejoró el diseño TRG-21/41 a fines de la década de 1990. También se mejoraron algunos accesorios TRG como el freno de boca y el bípode (que permite que el rifle gire o "cuelgue" cerca de su eje de perforación, lo que ofrece una posición de disparo más estable con ópticas de puntería grandes y pesadas montadas). Esto resultó en el sistema de rifle TRG-22/42 introducido en 1999.
En junio de 2007, se realizó una retirada voluntario de fábrica de los rifles TRG-22, TRG-42 y M995 (TRG-S) fabricados entre octubre de 1999 y octubre de 2002 para corregir la posibilidad de que una parte del percutor pudiera salir despedida hacia atrás al disparar un cartucho defectuoso.
Alrededor de 2011, un proveedor estadounidense de Sako encargó una producción especial limitada de rifles de francotirador TRG-22 con recámara en cartucho Remington .260 y comenzó a ofrecerlos a partir de mayo de 2011.
En 2013, el sistema TRG se actualizó y mejoró en función de los requisitos del cliente. Las actualizaciones consisten en montar almohadillas de retroceso mejoradas para reducir el retroceso del fieltro, un perno de liberación de nueva construcción y un nuevo mecanismo de gatillo de dos etapas totalmente ajustable que presenta una nueva palanca de seguridad ambidiestra más ergonómica y un guardamonte fresado de aluminio para una conexión más positiva del cargador. Además, se reforzó el mango del cerrojo y su fijación al cuerpo del cerrojo. Estas actualizaciones generales de 2013 son compatibles con versiones anteriores de rifles de francotirador TRG más antiguos. Exclusivo para el modelo TRG-42 con cámara de .338 Lapua Magnum, en 2013 se introdujo un nuevo perno con eyectores de doble émbolo para mejorar la confiabilidad de expulsión de las cajas de rifle .338 Lapua Magnum de dimensiones grandes y pesadas.
En 2018, Sako presentó los modelos TRG-22 A1 y TRG-42 A1. Los modelos TRG A1 tienen un sistema de armas de francotirador Sako TRG M10 similar al stock, con un marco de chasis intermedio de aluminio, culata plegable lateral y un guardamanos con el sistema de interfaz de riel M-LOK que permite la conexión directa de accesorios en el "espacio negativo". "(ranura hueca) puntos de montaje. Los modelos TRG A1 no ofrecen el sistema modular de calibre múltiple configurable por el usuario del sistema de armas de francotirador Sako TRG M10. Todos los pernos de los modelos TRG A1 cuentan con eyectores de doble émbolo introducidos anteriormente para el .338 Lapua Magnum TRG-42 y el modelo TRG-22 A1 expande la paleta de recámara con Creedmoor de 6.5 mm.
Sako nunca olvidó por completo los orígenes del rifle objetivo del sistema TRG. Se encuentran disponibles los accesorios necesarios para colocar componentes de mira, como miras de mirilla de grado de coincidencia o miras de apertura de objetivo y una correa de espejismo. Equipado con estos accesorios, el TRG se puede usar para tareas no militares o de aplicación de la ley, como competencia de rifle estándar UIT de 300 m, competencia CISM u otros tipos de tiro al blanco de gran calibre. El rifle se ve comúnmente en competencias de largo alcance donde lo ha hecho muy bien. Además del tiro al blanco civil, el sistema TRG se puede utilizar y se utiliza a veces para la caza.
Las características de diseño intencional del sistema TRG, la confiabilidad en condiciones adversas y el rendimiento de precisión constante (un tirador capaz puede esperar una precisión constante de ≤ 0.5 MOA con la munición adecuada) lo han convertido en un sistema de rifle de francotirador popular, aunque costoso.

## Detalles de diseño

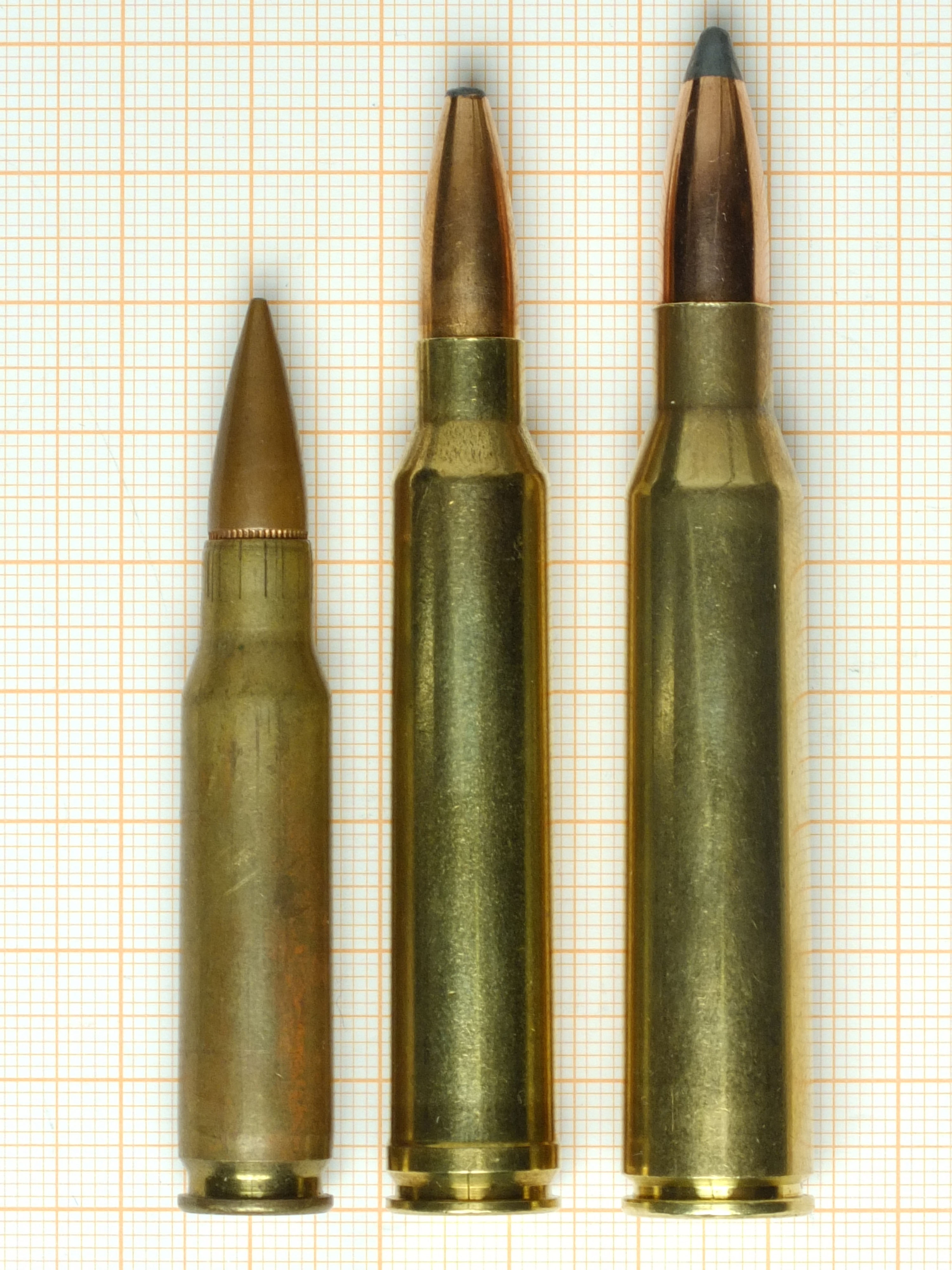
De izquierda a derecha; Cartuchos .308 Winchester (7,62 × 51 mm OTAN), .300 Winchester Magnum y .338 Lapua Magnum que muestran sus diferencias dimensionales

El sistema TRG es casi único por ser un rifle de francotirador diseñado específicamente, en lugar de una versión perfeccionada de un rifle de uso general existente. Los rifles de francotirador pueden tener un acabado mate o fosfatado al manganeso.

### Características
El corazón del sistema TRG es un cañón y un receptor forjados con martillo en frío. Ambos proporcionan la máxima resistencia con un peso mínimo y una excelente resistencia al desgaste. La acción tiene un perfil de estilo hexagonal en la parte superior con un puerto de expulsión cerrado más pequeño. Las acciones con un puerto de expulsión hacen que sea más difícil meter la mano con un dedo para expulsar discretamente el latón cuando lo desee, pero permite una fuerza adicional en la acción. El cerrojo "sin resistencia" tiene tres orejetas macizas y requiere una rotación del cerrojo de 60 grados y un recorrido de cerrojo de 98 mm (3,86 pulgadas) Para el cerrojo corto y de 118 mm (4,65 pulgadas) para el cerrojo largo; El tirador debe apreciar estas características durante múltiples disparos que requieren una rápida colocación del proyectil en el objetivo. La manija del cerrojo tiene la longitud adecuada y luce un gran pomo de bulbo sintético que proporciona un agarre firme y positivo. En la parte superior del receptor, un riel de cola de milano integral de 17 mm (0,67 pulgadas) con perforaciones de conexión de forma para una o más orejetas de retroceso proporciona componentes de montaje de fijación para acomodar diferentes tipos de miras ópticas o electroópticas. Se pueden obtener miras de hierro plegables para uso secundario o de emergencia.
La gran superficie de la cama del receptor está acoplada a un bloque de cama de aleación de aluminio mediante tres tornillos para una máxima estabilidad. Esta combinación asegura un grado de estabilidad inusualmente alto.

### Alimentación de munición
El cargador de caja desmontable se basa en la alimentación central para una máxima confiabilidad, así como un posicionamiento preciso del cartucho en la cámara. Alternativamente, los cartuchos se pueden cargar individualmente directamente en la cámara.

### Barril
Los barriles de cromo molibdeno, pesados y de flotación libre (los barriles de cromo molibdeno resisten mejor la erosión de la garganta y ofrecen una mayor vida útil de precisión que los barriles de acero inoxidable) para las recámaras de cartucho disponibles tienen una longitud diferente, corte de ranura y velocidad de giro de estriado optimizada para sus respectivas recámaras y munición prevista. Las recámaras .260 Remington, .308 Winchester, .300 Winchester Magnum y .338 Lapua Magnum están disponibles con cañones de longitud común para rifles de francotirador y cañones relativamente cortos de 510 mm (20.08 pulgadas) de largo. En pedidos especiales, los rifles de francotirador TRG también se pueden suministrar con cañones de acero inoxidable. Hay dos tipos de frenos de boca / eliminadores de flash disponibles como accesorio, uno de los cuales está roscado para acomodar un supresor de sonido.
Para el .260 Remington con recámara, se seleccionó una velocidad de giro no tradicional de 203 mm (1 en 8 pulgadas) o 31.2 calibres a la derecha optimizada para estabilizar balas más largas y pesadas de muy baja resistencia sobre el estándar de 229 mm (1 en 9 pulgadas). ) o tasa de torsión de 35,2 calibres. El TRG-22 se puede pedir curvado para el cartucho .260 Remington a partir de mayo de 2011. La introducción de la recámara .260 Remington (6.5 × 51 mm) no introduce cambios técnicos importantes para el sistema TRG, ya que el .260 Remington es esencialmente una variante con cuello hacia abajo de 6.5 mm (.264 in) del .308 Winchester (7.62 × 51 mm). ), lo que significa que estos cartuchos se pueden usar en rifles con cámara Winchester .308 que solo requieren cañones diferentes.
La cámara 6.5 Creedmoor tiene la tradicional velocidad de giro a la derecha de 203 mm (1 en 8 pulgadas) o 31.2 calibres comparte la relativa facilidad de colocarla en brazos diseñados para cartuchos de tamaño .308 Winchester, aunque la 6.5 Creedmoor (6.5 × 49 mm), la longitud total máxima es 0,64 mm (0,025 pulg.) más larga en comparación con el .308 Winchester.
Para la cámara Winchester .308, se seleccionó la velocidad de giro a la derecha de 280 mm (1 en 11 pulgadas) o 36,7 calibres con cuatro ranuras en lugar de los calibres de 305 mm (1 en 12 pulgadas) o 40, que se encuentran tradicionalmente para la Winchester .308, como un compromiso al cambiar entre cartuchos supersónicos y subsónicos.
La cámara .300 Winchester Magnum también tiene una velocidad de giro a la derecha no tradicional de 280 mm (1 en 11 pulgadas) o 36,7 calibres. Debido a las dimensiones del cartucho .300 Winchester Magnum, es una cámara larga de acción de cerrojo TRG-41 / TRG-42.
Para el .338 Lapua Magnum con recámara, se seleccionó una velocidad de giro no tradicional de 305 mm (1 en 12 pulgadas) o 36.4 calibres a la derecha para optimizar el rifle para disparar 16.2 gramos (250 granos) .338 calibre muy baja resistencia balas. A partir de 2009, los cañones Lapua Magnum .338 también se pueden suministrar con una tasa de torsión de 254 mm (1 en 10 pulgadas) o 30,3 calibres optimizada para estabilizar balas más largas y pesadas de muy baja resistencia, como Sierra HPBT MatchKing y Lapua Scenar .338- balas de calibre 19,44 gramos (300 granos). Desde entonces, el tradicional 254 mm (1 en 10 pulgadas) se ha convertido en la tasa de torsión estándar para la recámara Lapua Magnum .338. Debido a las dimensiones del cartucho .338 Lapua Magnum, es una cámara larga de acción de cerrojo TRG-41 / TRG-42.

### Gatillo
El mecanismo de gatillo de dos etapas muestra un peso de gatillo ajustable de 1 a 2.5 kg (2 a 5 lb) y se puede ajustar para longitud, paso horizontal y vertical. La ventaja de estas características es evitar el movimiento del gatillo en una dirección inapropiada que haría que el rifle se desvíe del objetivo. El recorrido del gatillo es corto y no se nota un exceso de recorrido. El mecanismo de disparo se puede quitar sin necesidad de desmontar el rifle. El recorrido del percutor es de 6,5 mm (0,26 in). El guardamonte está dimensionado para permitir un fácil acceso con los dedos enguantados.

### Seguridad
La palanca de seguridad está ubicada frente al gatillo dentro del guardamonte y se puede operar sin producir ruido mecánico. El seguro de dos posiciones bloquea el mecanismo del gatillo, bloquea el cerrojo en la posición cerrada y bloquea el percutor. El seguro está encendido cuando está en su posición más retrasada. Se apaga cuando se empuja a su posición más adelantada. Cuando el arma está amartillada, el percutor sobresale 1,6 mm (0,06 pulgadas) de la parte trasera del cerrojo, lo que permite sentir si el arma está lista para disparar o no en condiciones de poca visibilidad.

### Culata

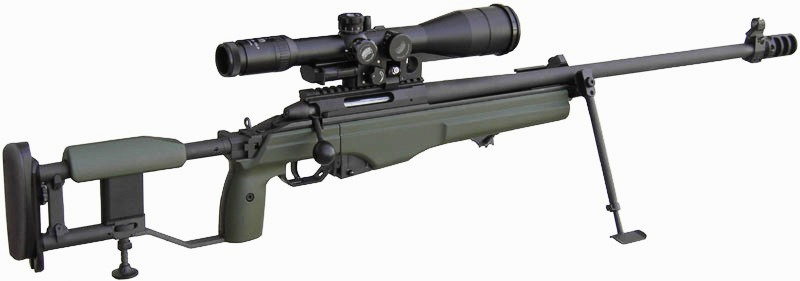
Sako TRG-42 con culata plegable opcional modelo anterior

El diseño de la culata de TRG es además de los requisitos de francotiradores, diseñado para cumplir con las regulaciones de UIT y CISM. Sako ofrece variantes de culatas de color negro, verde, marrón desierto o tierra oscura y las variantes de stock verde, marrón desierto o tierra oscura son 0,2 kg (0,4 lb) más pesadas que las variantes negras. En 2011, Sako también comenzó a ofrecer culatas en varios estilos de camuflaje digital. La base del cabezal ergonómico de poliuretano moldeado por inyección está hecha de aluminio y abarca el bloque de la cama con el bloque de la cama que sirve como punto de unión para un bípode. La culata de poliuretano con empuñadura de pistola y esqueleto de aluminio integrado para agregar resistencia, está diseñada para tiradores diestros y zurdos. La parte trasera de la culata posee una serie de placas espaciadoras y angulares para regular la longitud de los ajustes de tracción y curvatura que se pueden adaptar al tirador individual. La cantonera es ajustable tanto en altura como en inclinación. Finalmente, la carrillera es ajustable tanto en altura como en tono.

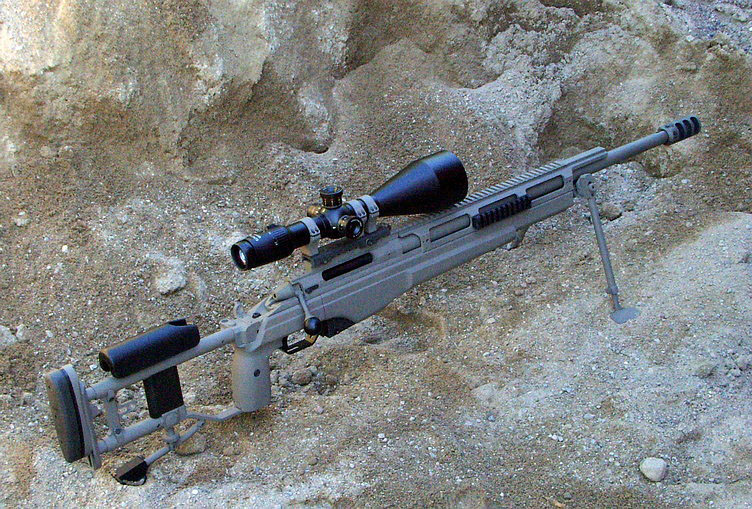
Sako TRG-42 con culata plegable de modelo más nuevo opcional en un acabado bronceado desierto, un sistema de riel extendido integrado MSSR y un cañón de 510 mm (20,08 pulgadas)

La culata cuenta con dos enchufes de fijación giratorios de eslinga de acero colocados en los lados traseros derecho e izquierdo de la culata. La fijación de la eslinga hacia adelante se logra insertando y fijando un soporte de eslinga de metal en un riel de metal que pasa por debajo del guardabarros o guardamanos. Este punto de enganche de la eslinga delantera puede (re) colocarse a lo largo del riel para uso diestro o zurdo y se fija con un tornillo. La eslinga de transporte / tiro de fábrica en sí cuenta con giros metálicos desmontables y de montaje rápido. Los pivotes se montan empujándolos en un receptáculo de accesorios y se separan presionando los botones integrados en los soportes giratorios y sacándolos de los receptáculos de acoplamiento.
También está disponible una culata plegable tipo esqueleto diseñada para tiradores diestros y zurdos. La culata plegable es 0,5 kg (1,1 lb) más pesada que las variantes de culata verde, marrón desierto o tierra oscura no plegable y está articulada detrás de la empuñadura de pistola; se pliega hacia el lado izquierdo y se bloquea en su posición. Cuando está plegado, el rifle se acorta 250 mm (9,84 pulgadas). Las partes de acero de la culata plegable están fosfatadas al manganeso y las partes de poliuretano son de color verde oliva o tostado. La parte trasera de la culata es ajustable para la longitud de tracción y la altura. La mejilla y el soporte trasero también son regulables en altura. Estas opciones de ajuste permiten a los tiradores de varios tamaños y formas adaptar la culata plegable TRG a sus preferencias personales, lo cual es una característica poco común de las culatas plegables. El cuerpo de la empuñadura de pistola tiene un lazo de acero para un eslabón giratorio militar tipo gancho. Los rifles de culata plegable Sako TRG se suministran con un Riel Picatinnypara montar la óptica de puntería.
La culata plegable fue rediseñada más tarde y el cambio más notorio fue un "pie" más grande con un sistema de soporte de palanca / bisagra externo monopie en lugar de la pequeña "púa" de movimiento vertical que se encontraba en la culata plegable anterior.

### Accesorios
Los accesorios de Sako para el sistema TRG incluyen una mira de hierro auxiliar para uso de emergencia, un freno de boca / ocultador de destello, un juego de montaje de mira de fósforo, un juego de montaje de mira telescópica, un Riel Picatinny STANAG 2324, un accesorio ITRS tri-rail (arriba) y riel de accesorios (abajo) TRG forestock, un adaptador de mira nocturna, un supresor de sonido, un protector de rosca de boca, varias eslingas y eslingas, kits de limpieza, estuche blando y un estuche de tránsito de alta resistencia. Se produjeron varias versiones de bípodes específicos de TRG que se bloquean en un punto de sujeción en el bloque de cama de aluminio al final del guardabarros. La última versión de bípode es uno de los pocos bípodes de rifle que permite que el rifle gire o "cuelgue" justo por encima de su eje de orificio, lo que ofrece una posición de disparo más estable con ópticas de puntería grandes y pesadas montadas. Tiene un ángulo de pierna más estrecho debido a las quejas de que la versión anterior interfería con algunos sistemas de visión nocturna montados delante de la mira telescópica. Otras versiones de accesorios son el punto de fijación NV de tres rieles ITRS con un bloque de cama de aluminio extendido opcional. Este bloque de cama extendido también puede incluir un riel Picatinny STANAG 2324 opcional en la parte inferior del bloque.

## Variantes
- El Sako TRG-21 (1989)  está diseñado para alojar el cartucho .308 Winchester (7,62 × 51 mm OTAN).
- El Sako TRG-22 (1999) es una variante mejorada y mejorada del TRG-21 con un nuevo diseño original y una longitud máxima de cartucho de 75 mm (2,95 pulgadas). Un proveedor estadounidense de Sako también encargó una producción limitada especial del TRG-22 con cámara en cartucho Remington .260.
- El Sako TRG-41 (1989) está diseñado para alojar el cartucho .338 Lapua Magnum o .300 Winchester Magnum.
- El Sako TRG-S M995 (1992) es una variante orientada a la caza del TRG-41 diseñada para cámaras estándar de ocho y catorce magnum y se produjo hasta 2003.
- El Sako TRG-42 (1999) es una variante mejorada del TRG-41 con un nuevo diseño original y una longitud máxima de cartucho de 95 mm (3,74 pulgadas).
- El Beretta TRG-42 fue presentado por Sako (importador Beretta USA) en la Reunión y Exposición Anual de la Asociación del Ejército de los Estados Unidos (AUSA) en octubre de 2008, como una posible plataforma para cumplir con las solicitudes del rifle de francotirador de precisión (PSR) del calibre .338 del ejército de los Estados Unidos. Es esencialmente un TRG-42 con un cañón más corto, una culata plegable y un sistema de riel extendido integrado.[13][14][15][16][17]
- El Sako TRG-22 A1 (2018) es una variante mejorada del TRG-22 con un nuevo diseño original.
- El Sako TRG-42 A1 (2018) es una variante mejorada del TRG-42 con un nuevo diseño original.

## TRG M10

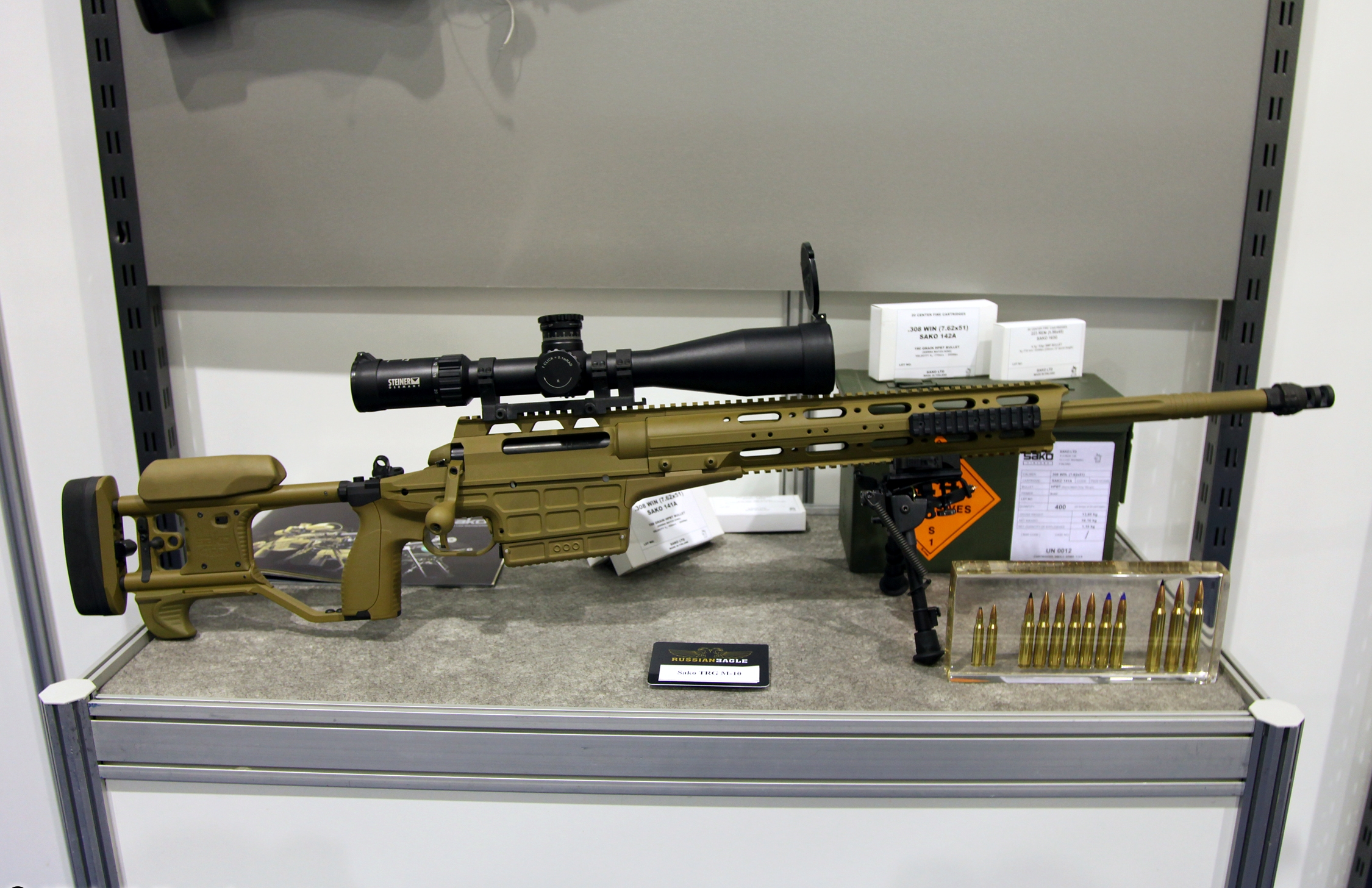
Sistema de armas de francotirador Sako TRG M10 (acabado de superficie marrón coyote)

El sistema de armas de francotirador Sako TRG M10 fue presentado por Sako en octubre de 2011. Fue diseñado como un sistema modular de calibre múltiple configurable por el usuario y no comparte su receptor y otras características técnicas con la línea Sako TRG. Puede cambiar entre las recámaras .308 Winchester (7,62 × 51 mm OTAN), .300 Winchester Magnum y .338 Lapua Magnum cambiando los pernos, cargadores, guardamanos y cañones, para adaptarse a diversos requisitos en el campo. Cuando se introdujo por primera vez, se comercializó para "militares y fuerzas del orden solamente".
El Comando de Operaciones Especiales de los Estados Unidos lo inscribió como candidato para el programa Rifle de francotirador de precisión para reemplazar todos los rifles de francotirador de cerrojo actuales en uso por los francotiradores de operaciones especiales de EE. UU. Con un solo rifle de cerrojo con recámara para una recámara magnum de gran calibre. El contrato fue otorgado a Remington Arms por su Rifle de francotirador modular que ganó contra el TRG M10 en 2013.
El TRG M10 es un rifle de francotirador de cerrojo operado manualmente que utiliza un cerrojo giratorio con tres orejetas de bloqueo radiales en la parte delantera. Cuenta con un receptor de acero, un riel Picatinny en la parte superior de su receptor para montar varias miras ópticas y en la parte inferior original para el montaje en bípode. El cañón es un cañón flotante que puede equiparse con frenos de boca especiales que tienen una interfaz de montaje para supresores desmontables rápidos. Se ofrece en varias longitudes de cañón de 16, 20 y 26 pulgadas para el .308 Winchester (7,62 × 51 mm OTAN), 23,5 y 27 pulgadas para el .300 Winchester Magnum, y 20 y 27 pulgadas para el .338 Lapua Magnum. La alimentación de municiones se realiza mediante un cargador de caja desmontable de doble pila que está marcado con el número apropiado de puntos grandes que están grabados en los lados de la placa base de polímero y que contiene 11 rondas de .308 Winchester (7.62 × 51 mm OTAN), 7 rondas de. 300 Winchester Magnum, u 8 rondas de .338 Lapua Magnum. Alternativamente, los cartuchos se pueden cargar individualmente directamente en la cámara.
El TRG M10 tiene una culata plegable lateralmente y totalmente ajustable, con un marco de chasis intermedio de aluminio, culata plegable lateral y un guardamanos con el sistema de interfaz de riel M-LOK que permite la conexión directa de accesorios en el "espacio negativo" ( ranura hueca) puntos de montaje, controles ambidiestros, un seguro manual que se encuentra dentro del guardamonte que se encuentra frente al gatillo e indicadores tácticos de diseño único que ayudan a identificar diferentes componentes modulares para diferentes calibres, donde cada componente que depende del calibre es especialmente marcado para que los usuarios puedan reconocer el calibre de cada pieza visualmente o al tacto. Por ejemplo, para el .308, el barril y el perno de Winchester están marcados con una sola arboleda anual, mientras que para el .300 Winchester Magnum están marcados con dos arboledas y tres para el .338 Lapua Magnum. Otra característica única del rifle es que todas las herramientas necesarias para cambiar el calibre están integradas en el mango del cerrojo; la pequeña llave torx está integrada en el centro de la perilla del cerrojo y la llave de cañón está integrada en la base de la manija del cerrojo. Un juego adicional de llaves Torx se almacena dentro de un pequeño guardamanos de polímero desmontable, que son necesarios para el desmontaje completo de la pistola.
Sako afirma que las pruebas de aceptación de fábrica del TRG M10 con munición de fósforo de alta calidad tienen una precisión de 1 MOA (0,291 mil) para los modelos con cámara .338 Lapua Magnum y .300 Winchester Magnum y ⅔ MOA (0,194 mil) para los modelos con cámara .308 Winchester.
Un catálogo de repuestos TRG M10 2019 ofreció accesorios en acabados de superficie de color negro o marrón coyote y accesorios para usar las cámaras Creedmoor de 6.5 mm y .300 Norma Magnum.

## Usuarios

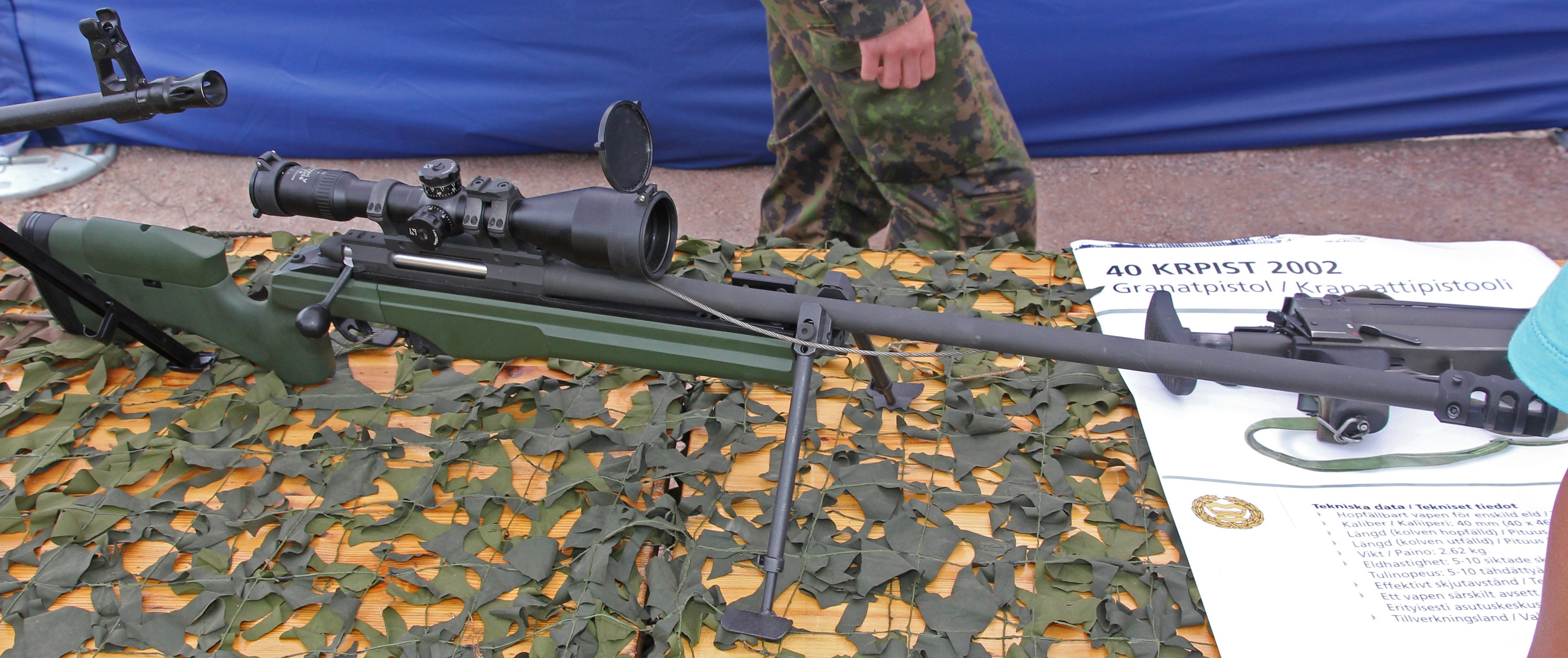
Fuerzas de defensa finlandesas 8.6 TKIV 2000 Rifle de francotirador (TRG-42 con cámara en .338 Lapua Magnum)

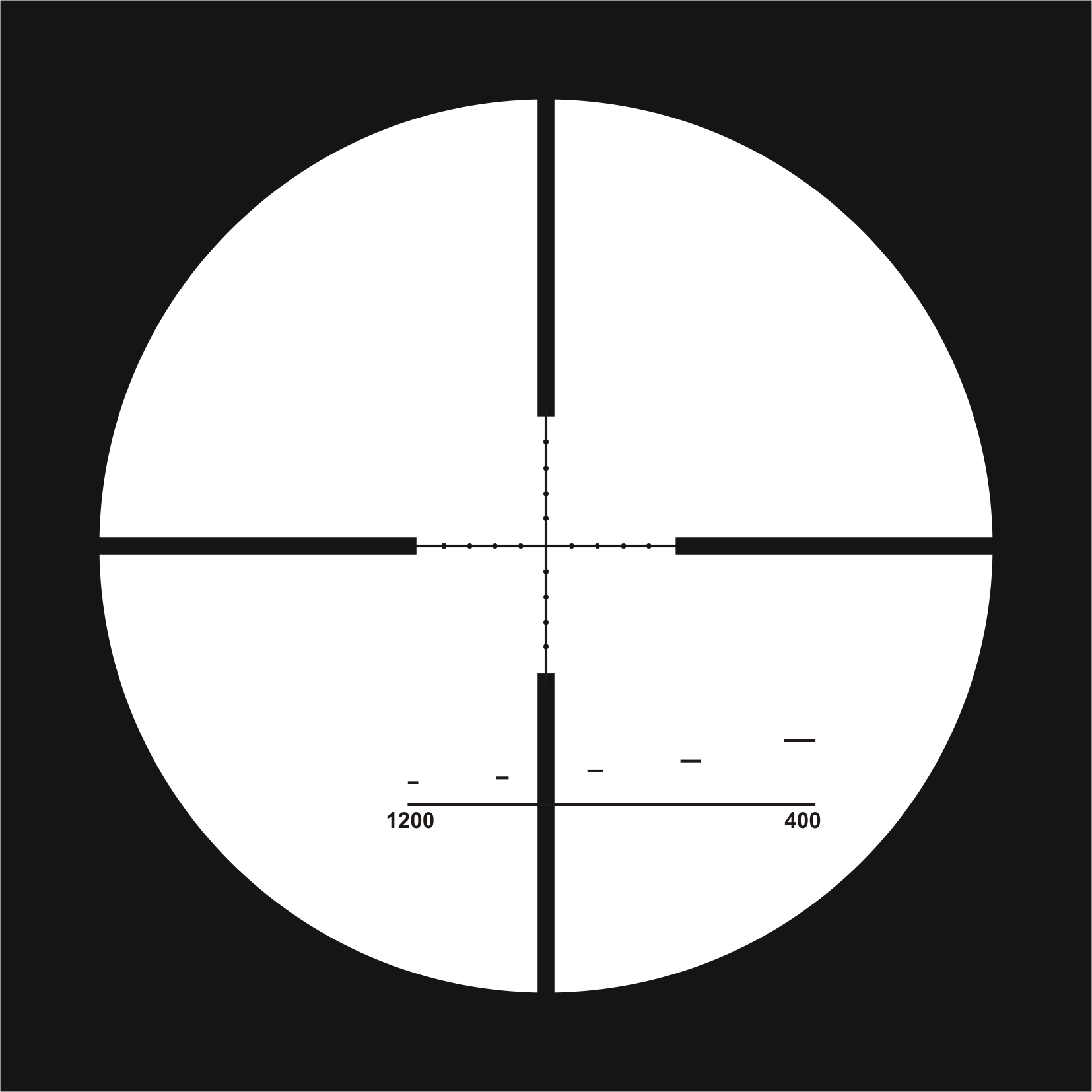
"FinnDot" Retícula

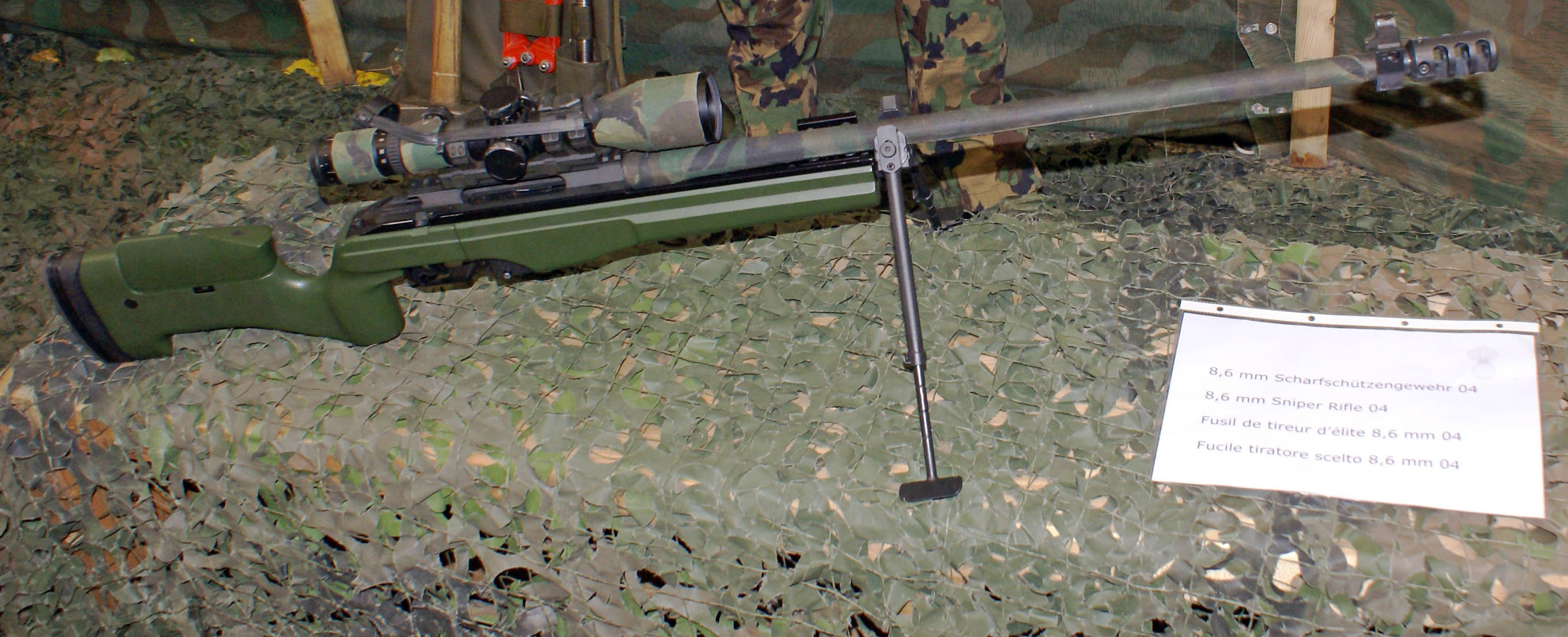
Rifle de francotirador 04 de 8.6 mm del ejército suizo (TRG-42 con recámara en .338 Lapua Magnum)

| País            | Variante                     | Número       | Notas |
| --------------- | ---------------------------- | ------------ | --- |
| Albania         | TRG-42                       |              | Utilizado por la RENEA y la Fuerza Terrestre de Albania. |
| Argelia         | TRG-42 TRG-22                |              | Utilizado por las fuerzas especiales argelinas |
| Australia       | TRG M10                      |              | El rifle de francotirador TRG M10 fue probado por el 2.º Regimiento de Comando del Ejército en 2014. |
| Armenia         | TRG-42                       |              | El rifle de francotirador TRG-42 es utilizado por las Fuerzas Especiales del Ejército. |
| República Checa | TRG-22                       |              | El rifle de francotirador TRG-22 está en uso con las fuerzas armadas checas. Se emiten con las miras Leupold & Stevens VX-3 6.5-20 × 50 o Schmidt & Bender 4-16 × 50 PM II, y un Harris BRMS 6-9 o OEM Sako TRG Bípode. |
| Croacia         | TRG-42                       |              | El rifle de francotirador TRG-42 con recámara en .300 Winchester Magnum está siendo utilizado por el ejército croata y las fuerzas especiales. |
| Dinamarca       | TRG-42                       |              | Jægerkorpset, Frømandskorpset, SSR y los francotiradores regulares del ejército se entregan con el rifle de francotirador TRG-42 con una culata plegable. Se conoce como Finskyttegevær M / 04. |
| Estonia         | TRG-42                       |              | Las fuerzas especiales y las unidades de francotiradores de las Fuerzas de Defensa de Estonia utilizan el rifle de francotirador TRG-42. |
| Finlandia       | TRG-42                       | 490          | El ejército finlandés compró 490 rifles de francotirador TRG-42. Se conoce como 8.6 TKIV 2000. Los rifles 8.6 TKIV 2000 de las Fuerzas de Defensa de Finlandia (FDF) tienen miras telescópicas Zeiss 3-12 × 56 Diavari VM / V T * de 30 mm hechas a medida con filtros láser seguros para los ojos montados. Estas miras están equipadas con retículas "FinnDot" del primer plano focal (una retícula regular de mil puntos con la adición de soportes de localización de rango remanentes (estadiamétricos) para objetivos de 1 metro de altura o 0,5 metros de ancho a 400, 600, 800, 1000 y 1200 m) . La iluminación del retículo es proporcionada por una ampolla de tritio incrustada en la torreta de elevación. Las torretas de elevación tienen perillas de compensación de caída de bala (BDC) de 100–1,400 m calibradas para los cartuchos Lapua Lock Base B408 que la FDF emite a sus tiradores TKIV 2000. Los francotiradores FDF están entrenados para compensar los errores inducidos por BDC que inevitablemente ocurren cuando las circunstancias ambientales y meteorológicas se desvían de las circunstancias para las que se calibró el BDC. La elevación del retículo tiene intervalos de ajuste de 0,25 mil (0,25 mrad) (rango de elevación total = 18,6 mils), mientras que el viento tiene intervalos de ajuste de 0,1 mil. La FDF cree que los intervalos de elevación de 0,25 mil son más fáciles y rápidos de usar con las manoplas árticas y que la diferencia entre los intervalos de ajuste de 0,1 y 0,25 mil es insignificante para los francotiradores antipersonal (0,1 mil a 1400 m = 14 cm (0,3437747 MOA), 0,25 mil a 1400 m = 35 cm (0,8594367 MOA)). Todas las ranuras para tornillos vitales están diseñadas para funcionar con el borde de cartuchos Lapua Magnum .338 en lugar de destornilladores. |
| Francia         | TRG-42                       |              | El rifle de francotirador TRG-42 es utilizado por Commandos Parachutiste de l'Air (CPA) 10/20/30 con visores Schmidt & Bender. |
| India           | TRG-22 Sako TRG 42           |              | El rifle de francotirador TRG-22 es utilizado por la Policía Armada de Mizoram en cantidades muy pequeñas. Sako TRG 42 es utilizado por los Para (Fuerzas Especiales) |
| Italia          | TRG-42                       |              | Los rifles de francotirador TRG-42 son utilizados por el 9º Regimiento de Asalto de Paracaidistas "Col Moschin", la Guardia di Finanza y el Gruppo di Intervento Speciale. |
| Georgia         | TRG-22 TRG-42                |              | Utilizado por las Fuerzas Armadas de Georgia, incluidas las fuerzas especiales. |
| Jordania        | TRG-22TRG-42                 |              | Los rifles de francotirador TRG-22 y TRG-42 son utilizados por las Fuerzas Especiales Reales de Jordania SRR-61 (Regimiento de Reconocimiento Especial). |
| Lituania        | TRG-22                       |              | El rifle de francotirador TRG-22 es utilizado por las Fuerzas Armadas de Lituania. |
| Malasia         | TRG-22                       |              | El rifle de francotirador TRG-22 es utilizado por el Grup Gerak Khas. |
| Países Bajos    | TRG-41                       |              | |
| Noruega         | TRG-42                       |              | El rifle de francotirador TRG-42 es utilizado por HJK / FSK (fuerzas especiales aerotransportadas) y Marinejegerkommandoen (fuerzas especiales navales) en pequeñas cantidades. |
| Polonia         | TRG-21 TRG-22 TRG-42 TRG M10 | 4020 650 150 | Las Fuerzas Armadas de Polonia operan un total de 40 rifles de francotirador TRG-21 y 206 TRG-22, con 150 TRG M10 bajo pedido. Las primeras unidades TRG-21 entregadas fueron utilizadas por Policja, GROM y el 1.er Regimiento de Comandos Especiales. Los 30 TRG-21 restantes se introdujeron principalmente en la 6ª Brigada Aerotransportada y en la 25ª Brigada de Asalto Aéreo. Para las necesidades operativas en Irak, se ordenaron 130 TRG-22 en 2004. En 2006, el TRG-22 también fue elegido por Żandarmeria Wojskowa. Policja usa TRG-42. Las fuerzas terrestres polacas encargaron 150 TRG M10 en 2016. |
| Rusia           | TRG-42                       |              | Utilizado por la Unidad Especial de Respuesta Rápida (SOBR), FSB. |
| Serbia          | TRG-22TRG-42                 |              | El TRG-22 y TRG-42 rifles de francotirador están utilizados por la Policía y el Ejército serbios. |
| Senegal         | TRG-42                       |              | Utilizado por comandos senegaleses. |
| Singapur        | TRG-22                       |              | Utilizado por comandos del Ejército de Singapur. |
| España          | TRG-21TRG-22TRG-41TRG-42     |              | Los rifles de francotirador TRG-22 y TRG-42 son utilizados por algunas fuerzas policiales en España. El TRG-22 también es utilizado por el Grupo de Intervención Especial de la Policía Catalana y los rifles de francotirador TRG-21 y TRG-41 son utilizados por el Grupo Especial de Operaciones (GEO) del Cuerpo Nacional de Policía. |
| Suecia          | TRG-42                       |              | El TRG-42 es utilizado por los grupos de operaciones Flygbasjägarna (Air Force Rangers), Fallskärmsjägarna, Kustjägarna y Särskilda. Se conoce como Prickskyttegevär 08. |
| Suiza           | TRG-42                       | 196          | 196 rifles de francotirador TRG-42. Se conoce como SSGw 04 (Scharfschützengewehr 04). |
| Turquía         | TRG-42                       | 350          | Se adquieren 350 rifles de francotirador TRG-42. |
| Ucrania         | TRG-22                       |              | El rifle de francotirador TRG-22 es utilizado por Alpha Group y las unidades de fuerzas especiales "Omega". |